# サティシュ・クマル・カルナカラン
サティシュ・クマル・カルナカラン（英語: Sathish Kumar Karunakaran、2001年5月20日 - ）は、インドの男子バドミントン選手。

## 経歴
2023年のオリッサ・マスターズでは、男子シングルスの決勝で同胞のアユシュ・シェッティをやぶって優勝した。